# Mai Pokhari
Mai Pokhari (nep. माईपोखरी) – mokradła o powierzchni 90 hektarów, położone w pobliżu miasta Ilam, w dystrykcie Ilam, w Nepalu. Jezioro jest zasilane w wodę przy pomocy licznych źródeł oraz opadów. Stanowi główne źródło wody pitnej dla mieszkańców okolicznych obszarów. Położone jest na wysokości 2100 m n.p.m. 28 października 2008 roku zostało objęte ochroną w ramach konwencji ramsarskiej.

## Flora
W szacie roślinnej przeważają lasy, dominują w nich drzewa z rodzajów Schima i Castanopsis oraz dęby i gatunki wawrzynowatych. Obecność wyżej wymienionych drzew stwarza dogodne środowisko dla rozwoju epifitów, przede wszystkim z rodziny storczykowatych. Wokół jeziora rosną również kwitnące w marcu różaneczniki. Na wodzie utrzymują się natomiast grzybienie.

## Fauna
W okolicach Mai Pokhari żyją między innymi krytycznie zagrożone wyginięciem sępy bengalskie (Gyps bengalensis), a także kotki bengalskie (Prionailurus bengalensis), wydry europejskie (Lutra lutra) oraz endemiczne jaszczurki z gatunku Prionailurus bengalensis.

## Religia
Mai Pokhari jest miejscem kultu buddystów, hinduistów oraz animistów. W pobliżu mokradeł znajduje się świątynia bogini Bhagwati.

## Zagrożenia
Jednym z głównych zagrożeń dla środowiska w obrębie mokradeł Mai Pokhari jest rozprzestrzenianie się gatunków inwazyjnych, takich jak kryptomeria japońska (Cryptomeria japonica), czy karaś chiński (Carassius auratus). Poza tym, środowisku temu zagrażają chaotyczne budownictwo, przejmowanie terenów leśnych pod zabudowę i rolnictwo oraz użycie pestycydów na okolicznych plantacjach herbaty.